# Professor Glacier
Professor Glacier är en glaciär i Antarktis. Den ligger i Sydshetlandsöarna. Argentina, Chile och Storbritannien gör anspråk på området. Professor Glacier ligger 188 meter över havet.
Terrängen runt Professor Glacier är kuperad. Havet är nära Professor Glacier åt sydväst. Trakten är glest befolkad. Närmaste befolkade plats är Commandante Ferraz Station, 4,0 kilometer väster om Professor Glacier. 